# شركة ميناء القاهرة الجوي
شركة ميناء القاهرة الجوي هي شركة حكومية مصرية، تابعة للشركة المصرية القابضة للمطارات والملاحة الجوية إحدى شركات وزارة الطيران المدني، أنشأت في 11 مارس 2002 بقرار رئيس الجمهورية رقم 56 لسنة 2002 بإنشاء وزارة الطيران المدني حيث تم فصل جهات وهيئات الطيران المدني عن وزارة النقل وتم إنشاء وزارة للطيران المدني، وتتبعها هيئة مطار القاهرة الجوي، وتحولت هيئة ميناء القاهرة الجوي إلى شركة ميناء القاهرة الجوي، كشركة تابعة للشركة المصرية القابضة للمطارات والملاحة الجوية.

## نشاط الشركة
يختص عملها في المجالات التالية:
- تشغيل وإدارة وصيانة وتأمين سلامة الحركة داخل المطار.
- توفير الأجهزة والمعدات اللازمة لحماية وسلامة المنشآت ولمواجهة حوادث الطيران وغيرها.
- إدارة حركة البضائع وعمليات شحن وتفريغ وتموين ومبيت الطائرات.
- إنشاء وإدارة محطات خدمة الطائرات وتقديم الخدمات الأرضية لشركات الطيران غير المرخص لها في إنشاء محطات خدمة خاصة بها.
- إنشاء وإدارة المشروعات التجارية والاقتصادية والسياحية وغيرها من الأنشطة المتصلة بخدمة شركات الطيران أو الركاب أو المترددين على المطار سواء بذاتها أو عن طريق مشاركة الغير من أصحاب رؤوس الأموال الوطنية أو الأجنبية
- تبادل المعلومات مع مختلف المطارات والجهات الأخرى المعنية بشئون الطيران في كل ما يتصل بنشاط الشركة
- دراسة وتنفيذ جميع الأعمال والمشروعات التي تتصل بنشاط الشركة بما يكفل النهوض بالمطارات التابعة لها واستمرار متابعة أحدث التطورات في هذا المجال.

## وصلات خارجية
- الموقع الرسمي للشركة.
- صفحة الشركة على موقع فيس بوك.